# Товболат Курчалоевский
Товболат-хаджи (чечен. Сулим кIант Товболт-хьаж; 1830-е, Курчалой, Чечня — 1898, там же) — чеченский абрек, военный деятель, участник Большой Кавказской войны. Представитель тайпа Курчалой.

## Биография
Потомок Берса-Шейха. Товболат родился в Курчалое примерно в 30-е годы XIX века. Происходил из семьи мюрида, его отец Сулим — участник Кавказской войны на стороне имама Шамиля принимал деятельное участие в основании Курчалоя, погиб в бою с российскими войсками. Товболат до ухода в абречество занимался земледелием в своем хозяйстве, вместе с тем перегонял табуны лошадей в высокогорное грузинское село Шатили, был первым курчалоевцем, кто использовал этот маршрут по горным перевалам, через который впоследствии регулярно шли торговые походы. В Шатили он наладил дружеские отношения с хевсурами. Вскоре сам начал разводить породистых лошадей на продажу в Грузию. Стал мюридом чеченского суфия Бамат-Гирея-Хаджи Митаева из Автуры.
Из-за имперской политики военной и экономической блокады, среди чеченцев стали собираться конные отряды для набегов на казачьи станицы, в один из которых вошёл Товболат. Набег был главным испытанием личных достоинств Товболата. Успешные набеги за Терек сказались на его популярности в народе. Во время завоевания Кавказа Российской империей русские называли абреками любых недружественных горцев, которые в одиночку или небольшими группами вели партизанскую войну с завоевателями.

Кроме набегов ради добычи, были и такие, в которых горцы любые действия на российской стороне рассматривали либо как месть за убитых сородичей во время карательных походов казаков и царских войск на горские земли, либо как борьбу за свободу.
— Ш. А. Гапуров
В одном из затеречных набегов был тяжело ранен и потерял руку в ходе стычки с казаками. Сумел скрыться от преследования с отрубленной рукой, которую он сохранил в пчелином воске, чтобы её похоронили вместе с ним после смерти.
В старости совершил хадж в Мекку на лошади. Умер в 1898 году, похоронен на родовом кладбище в Курчалое.

## Семья
В Шатили дружил с хевсуром по имени Шота, в честь которого Товболат назвал сына. Сын Шота женился на автуринке, их потомки под фамилией Шатаевы проживают в городе Курчалой. Внук общественный деятель Шатаев Магомед.

## Память
В окрестностях города Курчалой расположен «Хребет Товболата» (чеч. ТӀоболт дукъ). Место, где содержались лошади, урочище на юге. Его название также связывают с именем Товболата.

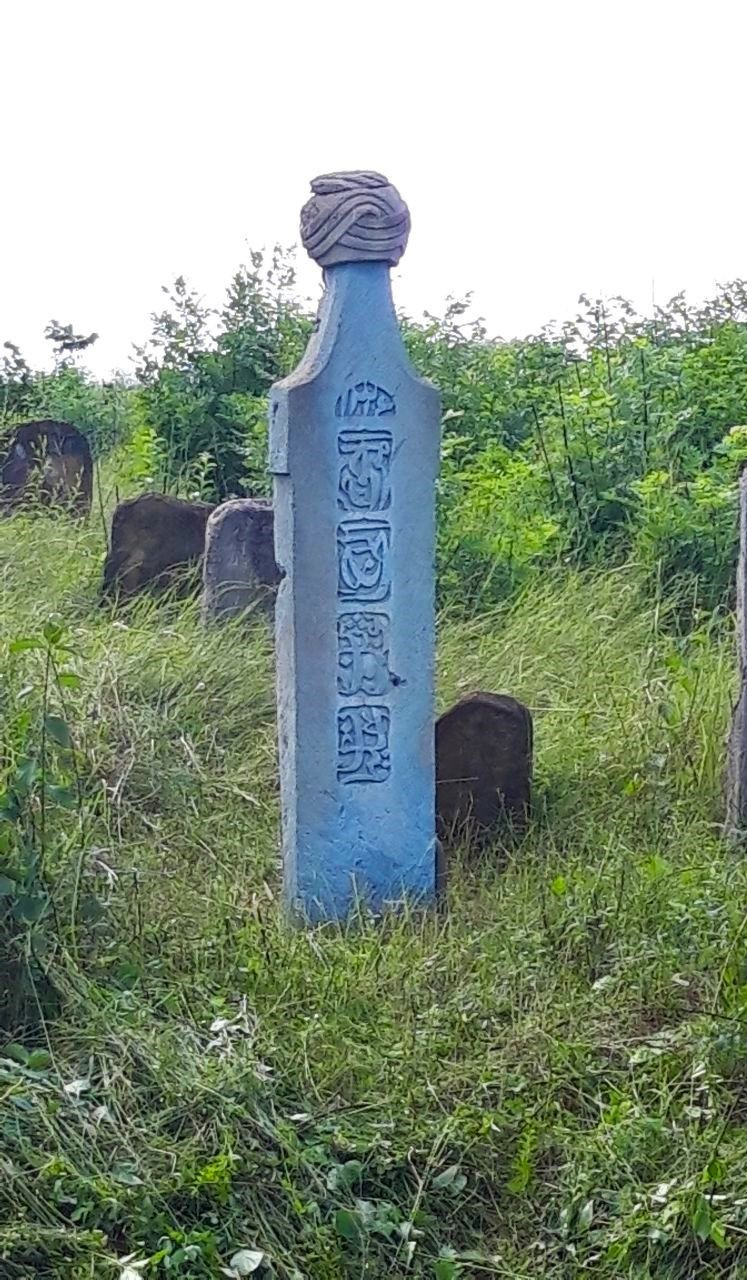
Стела на могиле Товболата
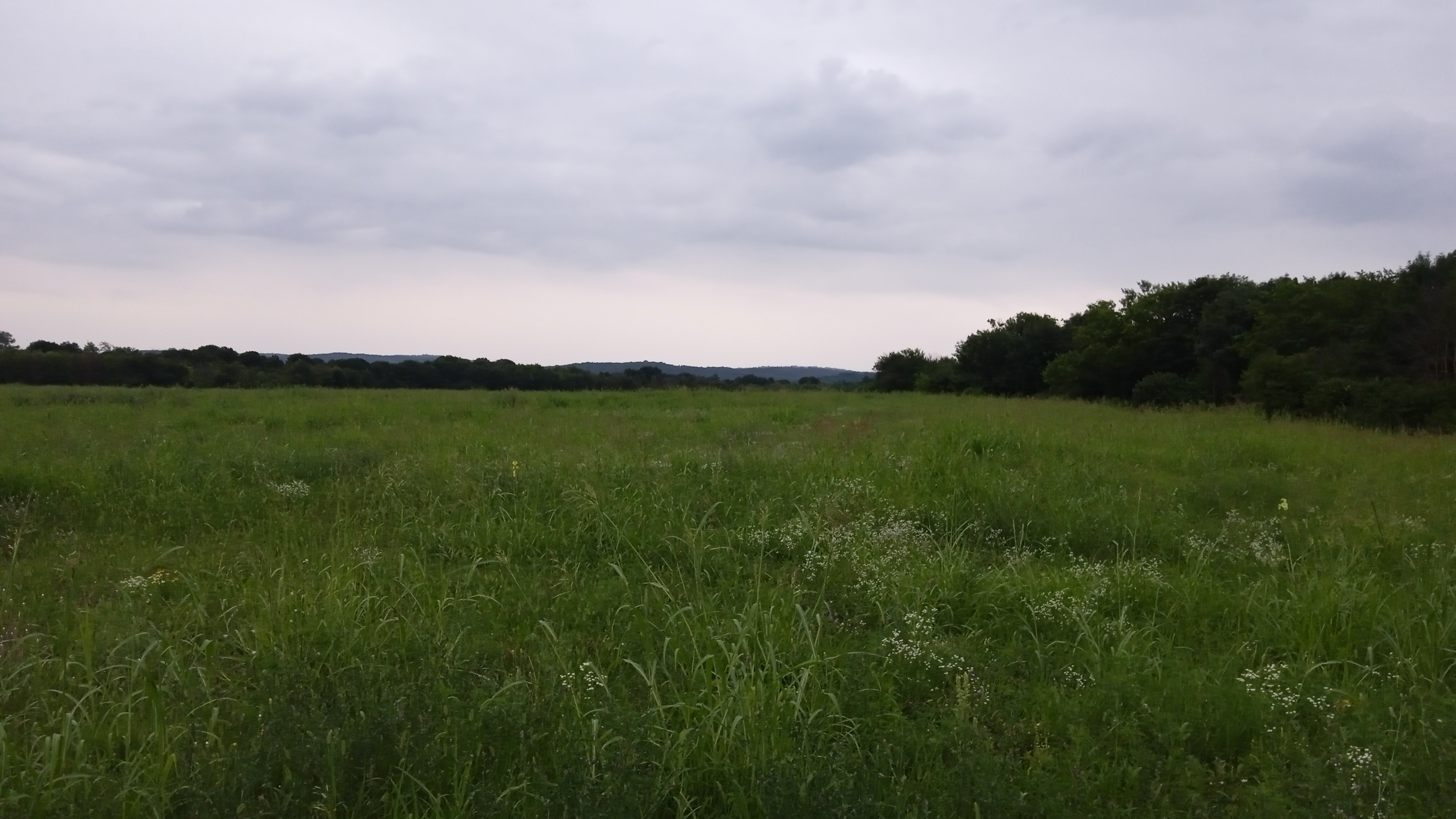
Хребет Товболата
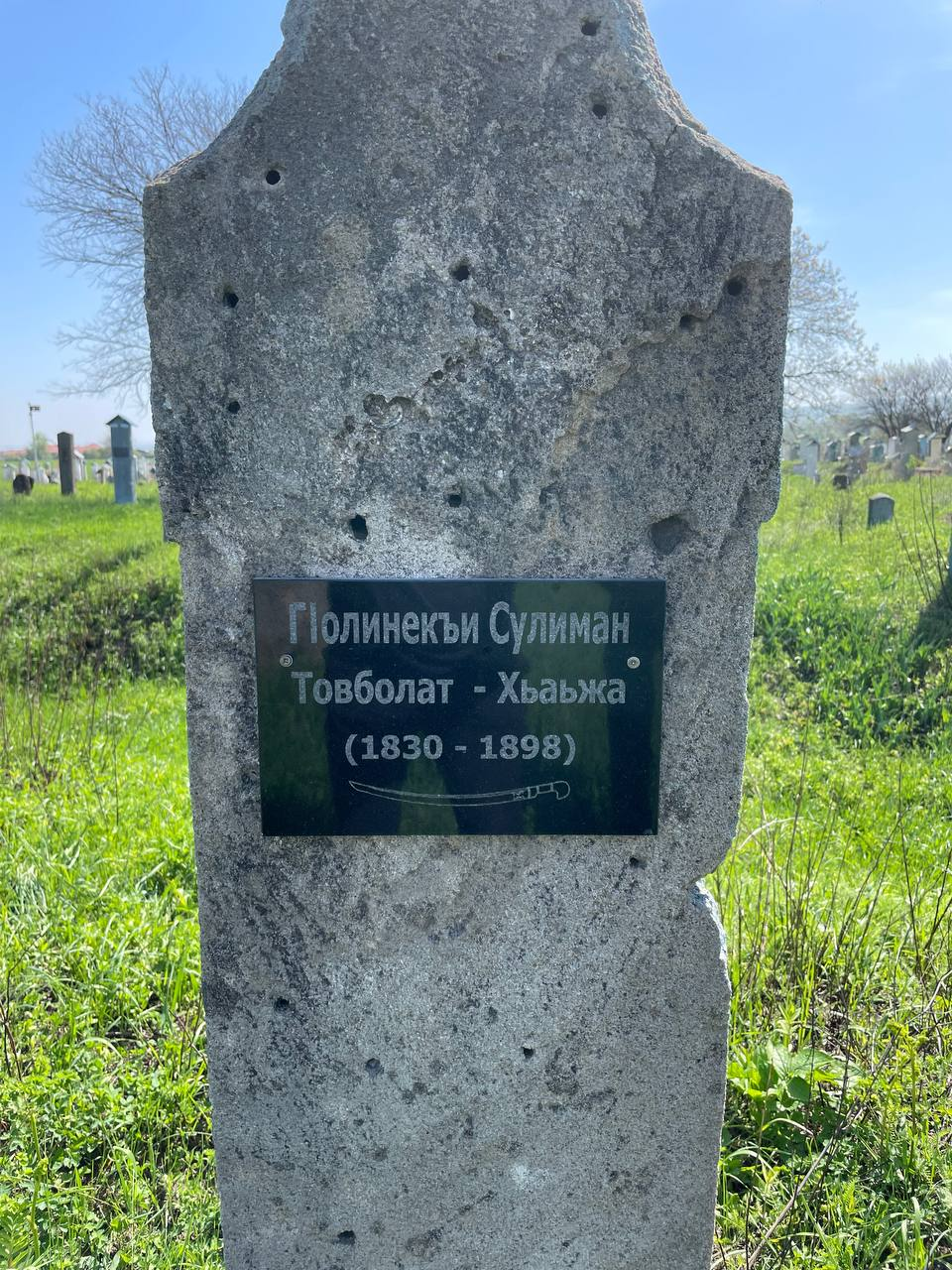
Табличка на камне[К. 1]